# Toren zonder naam (Aken)

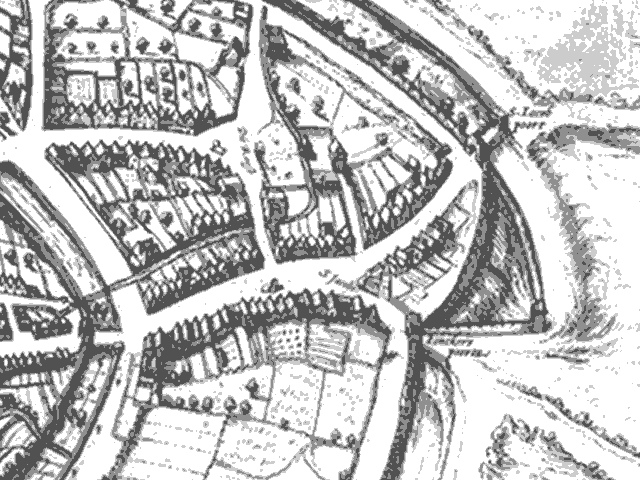
Historische kaart van Aken, detail met Eyerkeilturm op de hoek van de Lütticher Schanze (rechts) met er links van de stadsmuur tussen de Jakobstor en de Junkerstor. Op deze uitsnede ontbreekt de toren zonder naam die op dat stuk stadsmuur heeft gestaan.

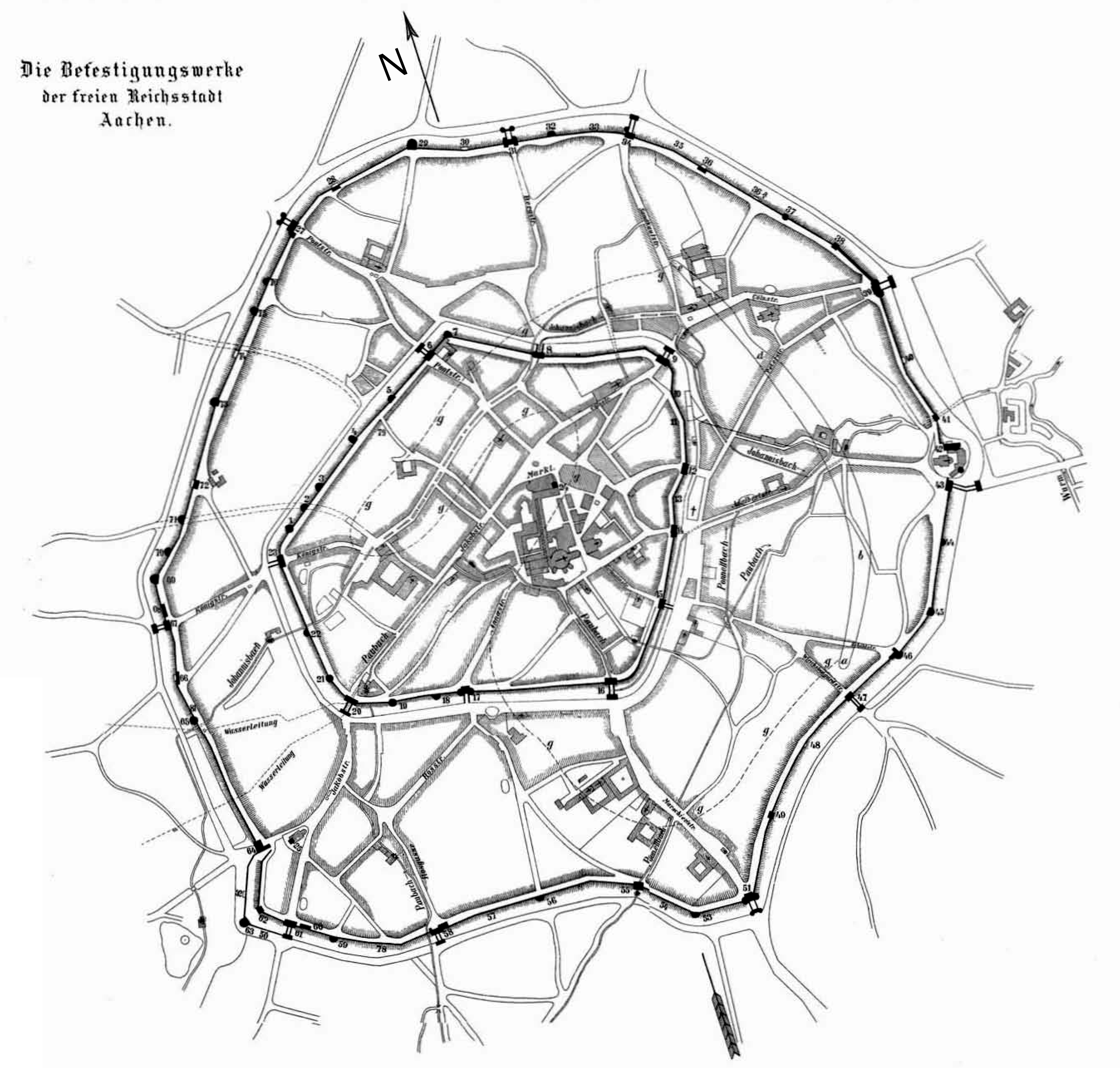
Overzicht van de vestingwerken in Aken. Nummer 62 is de toren zonder naam.

De toren zonder naam was een weertoren en maakte deel uit van de tussen 1300 en 1350 gebouwde buitenste stadsmuren van de Duitse stad Aken. De waltoren bestaat niet meer.

## Naam
Terwijl van de binnenste stadsmuren van Aken er alleen van de Templerturm een eigennaam bekend is, zijn er van alle torens in de buitenste stadsmuren eigennamen overgeleverd behalve van deze toren. Daar in de meeste literatuur meestal de tweede, buitenste ringmuur behandeld wordt, was de naamsaanduiding "Turm ohne Namen" voor deze weertoren gangbaar geworden.

## Locatie
De toren zonder naam bevond zich in het zuidwesten van de buitenste ringmuur tussen de Jakobstor en de Junkerstor in het bereik van de dwingel van de Lütticher Schanze. Terwijl de toren zonder naam aan het afdalende deel van de ringmuur werd gebouwd, stond deze tegenover de op de hoek van de dwingelmuur van de Lütticher Schanze geplaatste Eyerkeilturm.

## Beschrijving
De toren zonder naam was een rechthoekige toren met een breedte van 8,5 meter. Hij moest de dwingelruimte van de ringmuur verdedigen, terwijl voor de verdediging van de dwingelmuur de Eyerkeilturm diende.
Bouw- en afbreekdatum van de toren zijn er niet overgeleverd. De toren zal echter vroeg zijn afgebroken.